# Vale do Seixo
Vale do Seixo é uma povoação portuguesa do Município de Trancoso que foi sede da extinta Freguesia de Vale do Seixo, freguesia que tinha 7,24 km² de área e 127 habitantes (2011), e, por isso, uma densidade populacional de 17,5 hab/km².
Em 2013, a Freguesia de Vale do Seixo foi extinta (agregada) tendo o seu território passado a fazer parte da nova União das Freguesias de Vale do Seixo e Vila Garcia.

## População
| População da freguesia de Vale do Seixo | População da freguesia de Vale do Seixo | População da freguesia de Vale do Seixo | População da freguesia de Vale do Seixo | População da freguesia de Vale do Seixo | População da freguesia de Vale do Seixo | População da freguesia de Vale do Seixo | População da freguesia de Vale do Seixo | População da freguesia de Vale do Seixo | População da freguesia de Vale do Seixo | População da freguesia de Vale do Seixo | População da freguesia de Vale do Seixo | População da freguesia de Vale do Seixo | População da freguesia de Vale do Seixo | População da freguesia de Vale do Seixo |
| --------------------------------------- | --------------------------------------- | --------------------------------------- | --------------------------------------- | --------------------------------------- | --------------------------------------- | --------------------------------------- | --------------------------------------- | --------------------------------------- | --------------------------------------- | --------------------------------------- | --------------------------------------- | --------------------------------------- | --------------------------------------- | --------------------------------------- |
| 1864                                    | 1878                                    | 1890                                    | 1900                                    | 1911                                    | 1920                                    | 1930                                    | 1940                                    | 1950                                    | 1960                                    | 1970                                    | 1981                                    | 1991                                    | 2001                                    | 2011                                    |
| 298                                     | 337                                     | 333                                     | 343                                     | 361                                     | 353                                     | 362                                     | 446                                     | 435                                     | 377                                     | 284                                     | 263                                     | 221                                     | 171                                     | 127                                     |

			
Por idades em 2001 e 2021			

| 0-14 anos | 15-24 anos | 25-64 anos | 65 e + anos |
| 18 \| 9   | 15 \| 8    | 77 \| 58   | 61 \| 52    |
| -50%      | -47%       | -25%       | -15%        |

## Património
- Igreja Matriz de Vale do Seixo.